# ジョック・クリア
ジョック・クリア（Jock Clear、1963年9月12日 - ）は、イギリスの自動車技術者であり、自動車レースのフォーミュラ1（F1）のエンジニアとして知られる。日本語では「ジョック・クレア」と表記、発音されることもある。

## 経歴

### 初期の経歴
ポーツマス出身のクリアは地元のポーツマス・グラマースクールを卒業した後、スコットランド・エディンバラのヘリオット・ワット大学で学び、機械工学の単位を得て1987年秋に卒業した。

### デザイナー
卒業後は造船会社で働いていたが、ある時、ヒストリックカーイベントで友人が古いF1車両を走らせ、その手伝いをしたことがきっかけでクリアは自動車レースに興味を持ち、1988年にローラ・カーズに入る。ローラでは、当時F1のラルース用の車体設計をしていたクリス・マーフィーの下で設計エンジニアとして働いた。ここでクリアはCAD/CAMといったコンピュータ支援を用いた設計手法の開発や、コンポジット（複合素材）についての開発で手腕を発揮したことで、その評判は他チームにも広まった。
そうして、1989年にベネトン・フォーミュラに2年契約で雇われ、ジョン・バーナードの下でコンポジット設計の責任者として働いた。その後、バーナードはチーム代表のフラビオ・ブリアトーレと決別したことで1991年半ばにチームを去り、それに伴ってクリアもレイトンハウスに移籍した。
レイトンハウスではグスタフ・ブルナーの下でシニアデザイナーを務めていたが、1年ほど経った頃、ローラ時代の上司で当時チーム・ロータスでシニアデザイナーを務めていたマーフィーから声がかかり、ロータスに移籍した。

### レースエンジニア

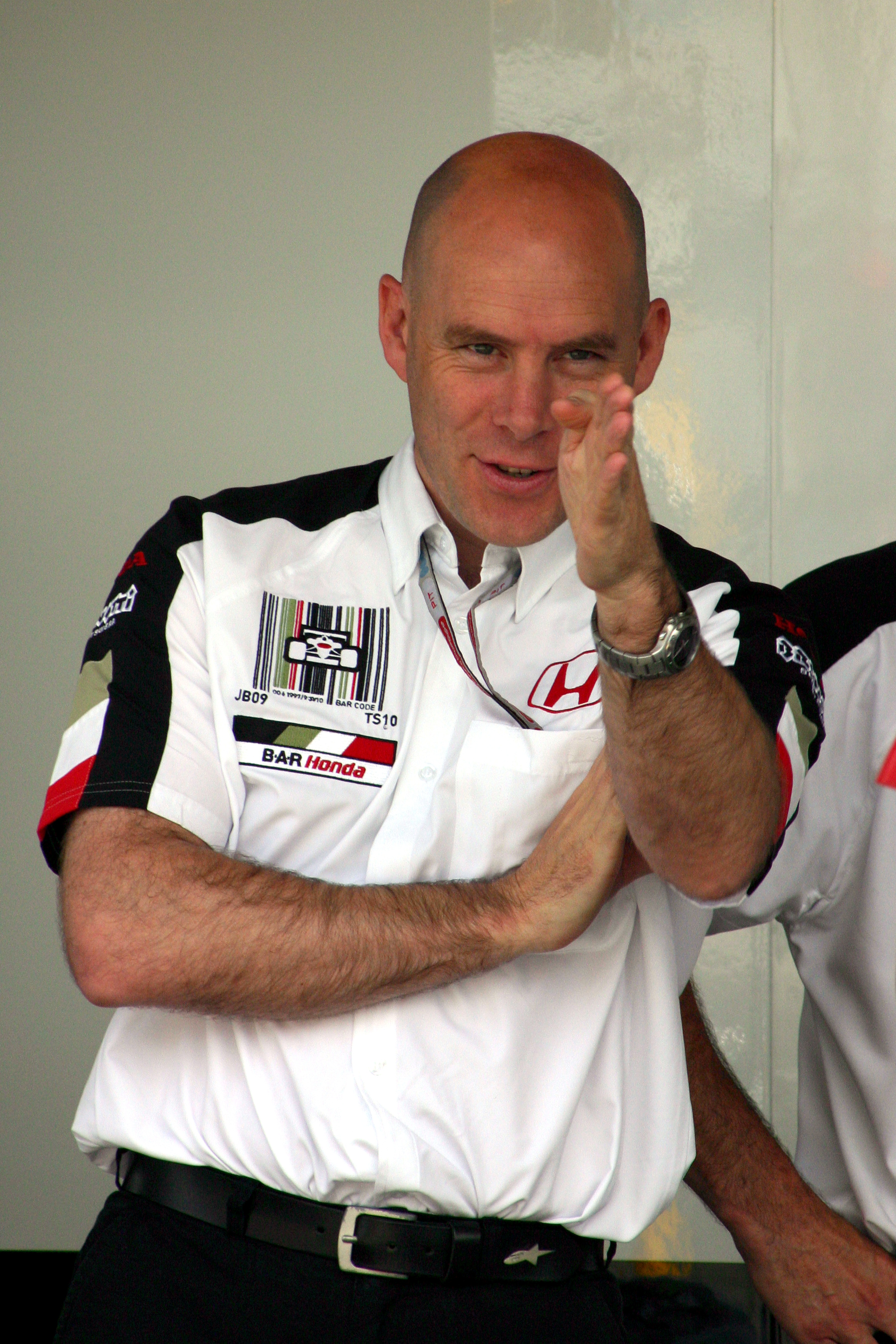
B・A・R時代のクリア（2004年アメリカグランプリ）

ロータスでは当初は設計部門で働いていたが、1994年に同チームのドライバーであるジョニー・ハーバートのレースエンジニアに任命され、クリアは以降20年以上に渡り、レースエンジニアとしてキャリアを重ねることになる。
レースエンジニアを始めてほどなく、ロータスは破産したため、クリアはウィリアムズに移り、1995年はデビッド・クルサードのレースエンジニアとなった。
1996年、移籍したクルサードの後任としてチームに加入したジャック・ヴィルヌーヴの担当レースエンジニアとなる。ヴィルヌーヴは1997年にウィリアムズでチャンピオンとなった後、1999年に新チームのブリティッシュ・アメリカン・レーシング（BAR / B・A・R）に移籍し、この際、クリアもヴィルヌーヴと共に同チームに移籍した。
ヴィルヌーヴは2003年にチームを去ったが、クリアはその後も同チームに留まり、同チームがホンダ、ブラウンGP、メルセデスと変遷していく中で、さまざまなドライバーのレースエンジニアを担当した。（→#担当ドライバー）
2014年に担当したドライバーのルイス・ハミルトンがチャンピオンとなり、同年末にクリアはスクーデリア・フェラーリと契約した。
フェラーリには（ガーデニング休暇の後）2016年にシニアパフォーマンスエンジニアとして加入し、2019年はシャルル・ルクレールのレースエンジニアを務めるとともに、以降はフェラーリ・ドライバー・アカデミー（FDA）のコーチを務めている。

## 担当ドライバー
クリアがレースエンジニア時代に担当したドライバーは下記の通り。
- ジョニー・ハーバート (1994年・ロータス)
- デビッド・クルサード (1995年・ウィリアムズ)
- ジャック・ヴィルヌーヴ (1996年 - 2003年・ウィリアムズ、B・A・R)
- 佐藤琢磨 (2003年 - 2005年・B・A・R)
- ルーベンス・バリチェロ (2006年 - 2009年・ホンダ、ブラウン)
- ニコ・ロズベルグ (2010年 - 2011年・メルセデス)
- ミハエル・シューマッハ (2011年 - 2012年・メルセデス)
- ルイス・ハミルトン (2013年 - 2014年・メルセデス)
- シャルル・ルクレール (2019年・フェラーリ)

## 人物
若い頃はラグビーに打ち込んでおり、ヘリオット・ワット大学在籍時も学業の傍ら、ラグビーをしていた。

## 栄典
- 2007年・名誉工学博士（ヘリオット・ワット大学）